# As Nogais
As Nogais és un municipi de la província de Lugo a Galícia. Pertany a la comarca d'Os Ancares. El municipi s'estén pels contraforts meridionals de la Serra d'Os Ancares i la vall que forma el curs alt del Navia. El travessa la N-VI i l'A-6 (km 444). És un territori extens (112,4 km²), amb una densitat de població molt reduïda, inferior als 15 habitants per quilòmetre quadrat. Les altures màximes es troba en la Serra d'Os Ancares, en serres petites com Travesa, Pintinidoira i Chan de Pereira (entre els 1.000 i els 2.000 m.) i als contraforts de les Serres del Piornal i Rañadoiro, per al sud i el sud-oest, que superen els 1.300, arribant als 1.387 m. al Pico do Corvo. El fons de la vall del Navia transcorre entre els 500 i els 800 m. El Navia, que neix a Pedrafita do Cebreiro, travessa As Nogais de sud-oest a nord-oest i recull el auga de, entre d'altres, el riu de Valdeparada i el regato de Boullón. Els hiverns són freds i els estius frescos.

## Història
Va haver-hi assentaments de cultura dels castros, com els de castro de Vilabol, Vilaesteva i Quintá. Se situa aquí, possiblement, la mansió romana de Ponte Naviae, de la calçada de Braga a Astorga. En el camí ral que duia a Castella, la part més dura de la pujada a Pedrafita començava aquí. Aquesta entrada a Galícia era defensada per la torre de Doncos i els castells de Doiras i Valcarce. En el segle xiv, Doncos era propietat de l'adelantado major de Galícia, García Rodríguez de Valcarce; en el segle xv pertenció al comte d'Ayala i a la comtessa de Monterrei, però en 1603, quan era propietat de Fernando de Toledo, figura ja com torre abandonada. El benefici eclesiàstic corresponia a la casa i senyoria de Torés, tinença del marquesat de Camarasa. Sembla que en el lloc de Sant André va haver un eremitori, convertit en monestir i ràpidament desaparegut. Durant la Guerra d'Independència d'Espanya, les tropes franceses van incendiar Doncos i altres llocs. En 1835, els veïns van formar una partida de voluntaris per a perseguir als carlins.

## Economia
La població decreix ràpidament. L'hàbitat és concentrat, al voltant dels cursos d'aigua i de la carretera i amb alguns nuclis dispersos. Més de la meitat es dedica al sector primari en explotacions familiars reduïdes. Destaca la ramaderia de (vaques). Els cultius més importants són els cereals (sègol, blat i moresc), patata i hortalisses. En els últims anys també es va repoblar bastant el forest. No hi ha indústria i el sector terciari es dedica a l'atenció dels viatgers.